# Betarmonides
Betarmonides is een geslacht van kevers uit de familie  
kniptorren (Elateridae).
Het geslacht is voor het eerst wetenschappelijk beschreven in 1906 door Schwarz.

## Soorten
Het geslacht omvat de volgende soorten:
- Betarmonides flavipilus (Broun, 1893)
- Betarmonides frontalis (Sharp, 1877)
- Betarmonides gracilipes (Sharp, 1877)
- Betarmonides laetus (Sharp, 1877)
- Betarmonides obscurus (Sharp, 1877)
- Betarmonides sharpi (Candèze, 1882)